# Marley Berkvens
Marley Berkvens (Woerden, 8 oktober 1992) is een voormalig Nederlandse profvoetballer die als middenvelder speelde.
Berkvens speelde in de jeugd bij Feyenoord. In het seizoen 2011/12 werd hij aan SBV Excelsior verhuurd maar in de Eredivisie onder John Lammers debuteerde hij nog niet. In mei 2012 was hij op proef bij Heracles Almelo. In augustus 2012 tekende hij voor twee seizoen bij Excelsior waar hij in het seizoen 2012/13 zijn debuut maakte in de Eerste divisie onder trainer Leon Vlemmings in de uitwedstrijd tegen de BV De Graafschap.